# Parque García de la Huerta
El Parque García de la Huerta se encuentra ubicado en América 504 en la comuna de San Bernardo (Chile), y que en su interior se encuentra la Casa de la Cultura Xaviera Rojas Neira, anteriormente llamada Manuel Magallanes Moure, el Gimnasio municipal F. Vilaspaz y el Bibliovagón. 
Es considerado como Zona de Conservación Histórica, donde hasta el día de hoy se organizan actividades de carácter cultural. 

## Historia

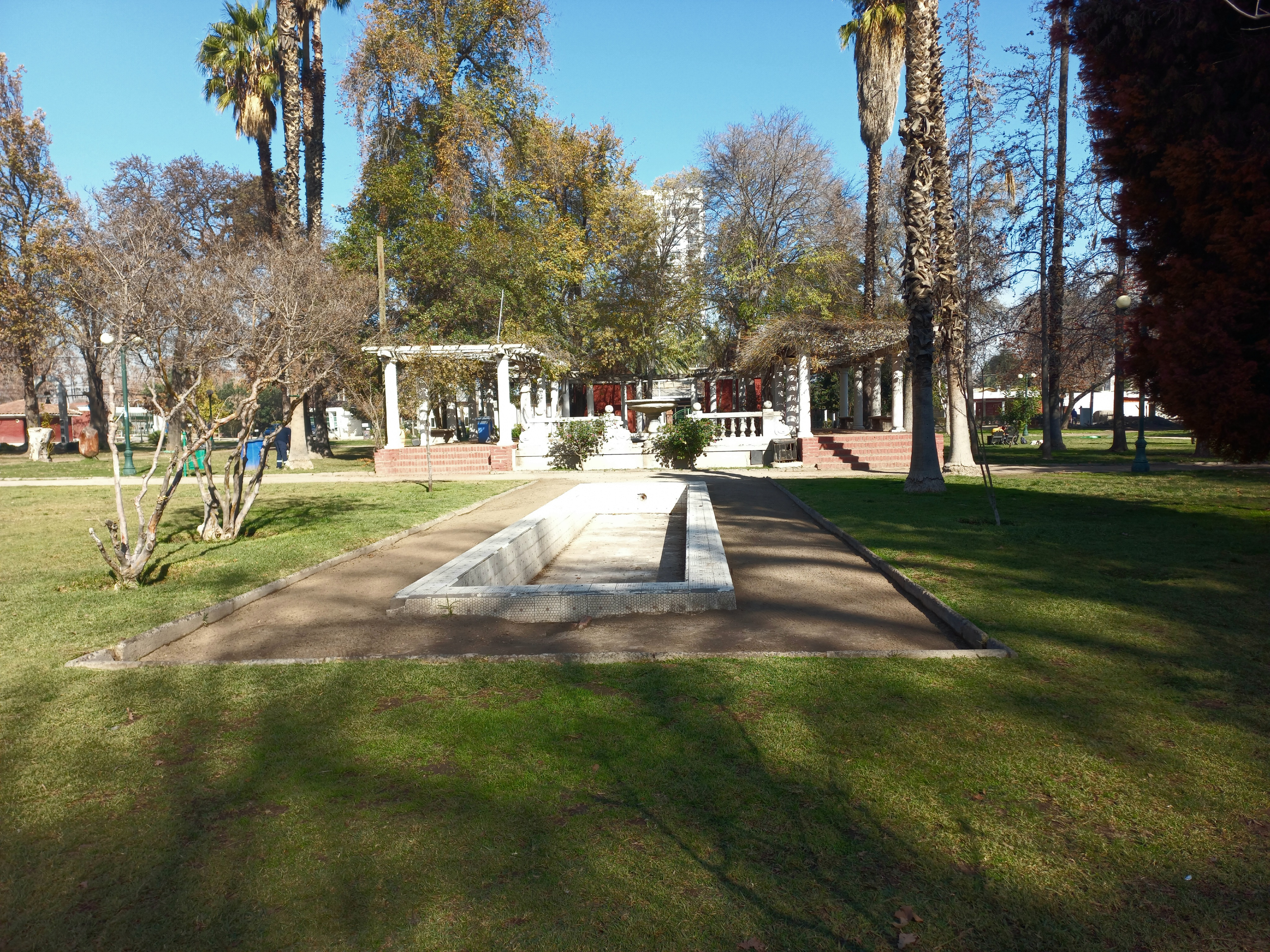
Glorieta

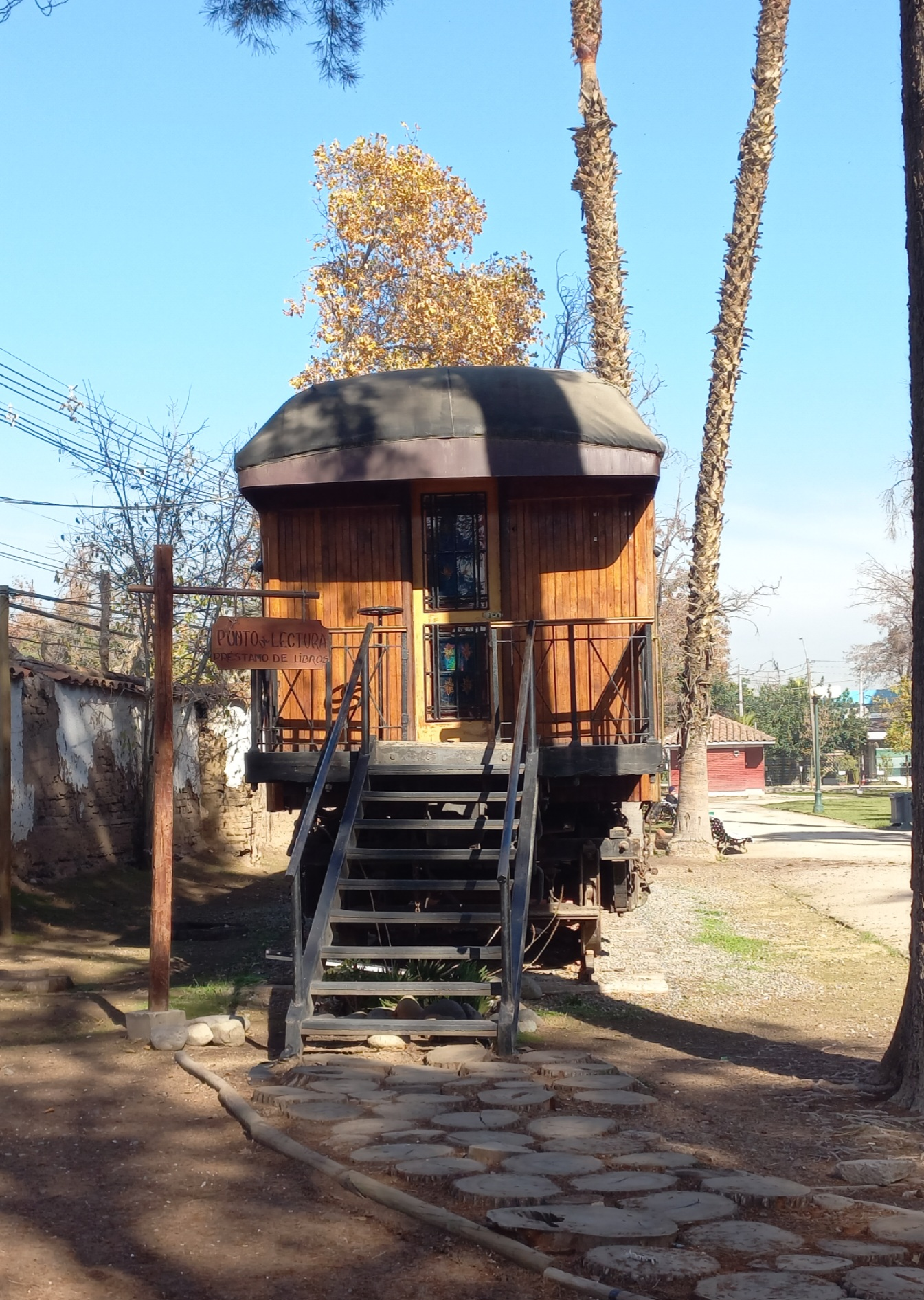
Bibliovagón

El parque fue creado en 1925 por el arquitecto, paisajista y urbanista de origen alemán Óscar Prager para el político y abogado Manuel García de la Huerta Izquierdo, quien habitaba en la comuna. 
El terreno fue parte de la hacienda de San Nicolás de Tango ubicada cerca del Cerro Chena en San Bernardo (Chile), y posteriormente adquirida por el historiador José Pérez García en 1769.

## Infraestructura
El parque está dividido por varios sectores, siendo el principal la Casa de la Cultura, la cual posee una construcción que data del siglo XIX. Yendo hacia el fondo a la izquierda se encuentra una glorieta de la misma arquitectura de la época, la cual se forma por una pileta y dos escalinatas que unen dos corredores, y hacia la derecha se puede encontrar un parrón. 

En su decoración predominan las esculturas de madera, de piedra y de fierro, además de poseer diversas especies de plantas nativas.

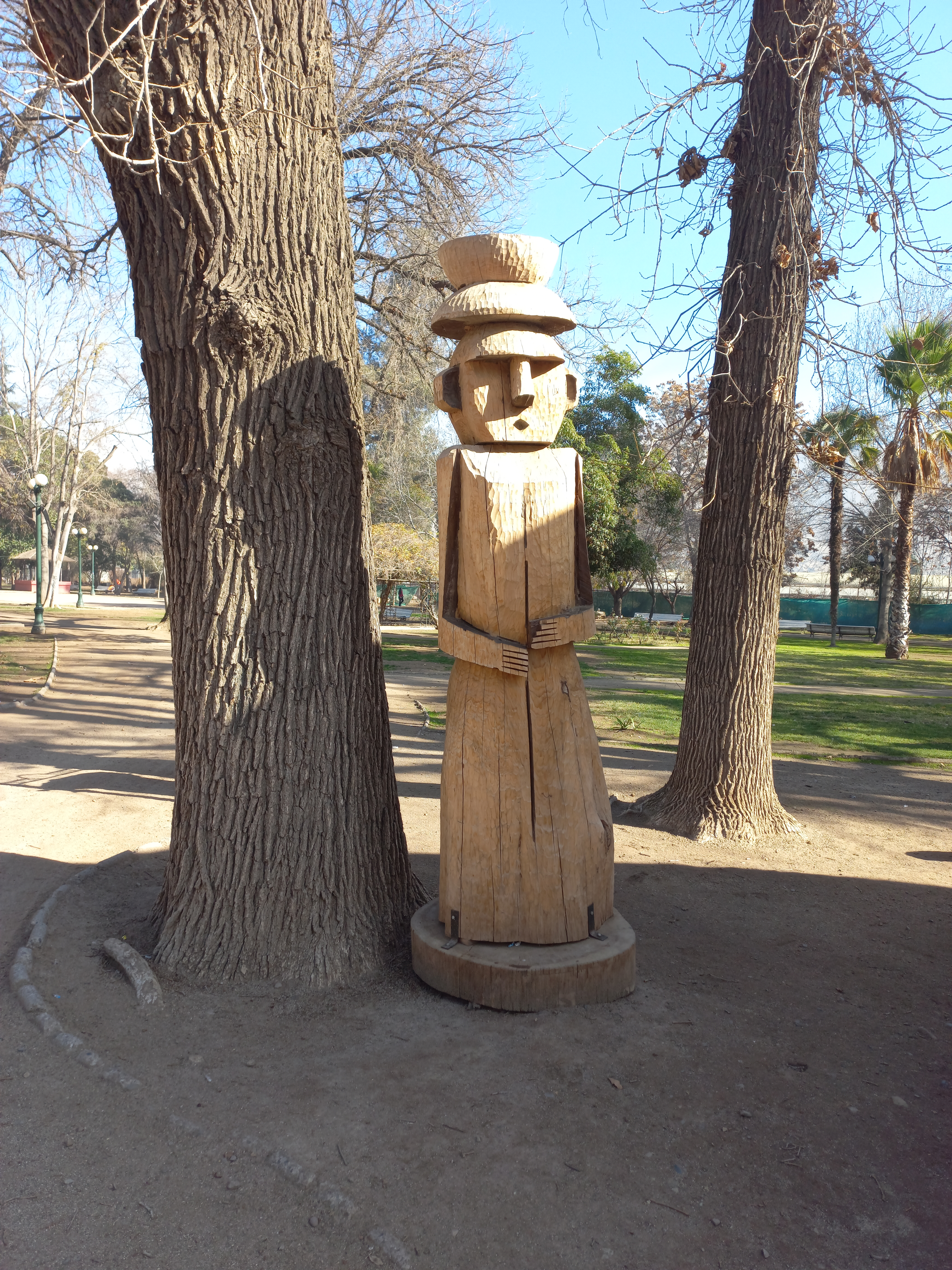
Figura representativa de madera

Actualmente se pueden encontrar dentro algunos vagones recuperados de la Maestranza de San Bernardo, los cuales son usados como un punto turístico y un espacio de lectura y de préstamos. 

## Objetivos
El terreno fue vendido a la Ilustre Municipalidad de San Bernardo con la condición de que el espacio se convirtiera en un lugar de recreación, donde se realicen proyectos culturales, artísticos y patrimoniales para fortalecer la identidad local. 

## Cambio de nombre en la Casa de la Cultura
Al ser denominada como la Casa de la Cultura de la comuna, fue bautizada bajo el nombre de Manuel Magallanes Moure en su honor, quien fue destacado escritor que habitó en la comuna hasta sus últimos días. 
En 2022 la Casa es renombrada como Xaviera Rojas Neira, en honor a la joven folclorista asesinada en la comuna, quien era destacada por su aporte cultural, y era apodada como "la princesa de la cueca". 